# Mount Augustus National Park
Mount Augustus National Park er en australsk nationalpark beliggende 852 km nord for Perth, 490 km ad landevej øst for Carnavon og 390 km nordvest for Meekatharra, Vestaustralien.
Parken dækker et areal på ca. 92 km².
Mount Augustus er parkens hovedattraktion, bestående af en ca. otte km lang højderyg, hvis højeste punkt ligger ca. 860 m over det omliggende område og har et areal på ca. 48 km².
Lokale kilder er af den opfattelse at Mount Augustus er verdens største monolit, hvilket ikke kan dokumenteres.
Mount Augustus blev første gang officielt besteget af engelskfødte Francis Thomas Gregory, den 3. juni 1858, som opkaldte bjerget efter broderen Sir Augustus Charles Gregory.

## Ekstern henvisning
- Engelsk hjemmeside (Webside ikke længere tilgængelig)

24°19′50″S 116°50′38″Ø / 24.3306°S 116.844°Ø